# スタッド・ミシェル＝ドルナノ
スタッド・ミシェル＝ドルナノ（Stade Michel-d'Ornano）は、フランス・ノルマンディー地域圏カルヴァドス県カーンにあるサッカー専用スタジアム。SMカーンがホームスタジアムとして使用している。

## 概要
1993年6月6日、それまでSMカーンがホームスタジアムとして使用していたスタッド・ドゥ・ヴェノワに代わる新スタジアムとして供用が開始され、こけら落としはドイツのFCバイエルン・ミュンヘンを招待して行われた。
2014-15シーズンの開幕から2試合はこのスタジアムで世界馬術選手権が開催されていたため、SMカーンはル・マンにあるMMアレーナを借りて試合を行った。

## 開催された主な試合
- 国際Aマッチ

| 日付           | ホームチーム     | 結果 | アウェーチーム | 大会          |
| -------------- | ---------------- | ---- | -------------- | ------------- |
| 1993年7月28日  | フランス         | 3-1  | ロシア         | 親善試合      |
| 1995年11月15日 | フランス         | 2-0  | イスラエル     | UEFA EURO '96 |
| 2019年9月6日   | コートジボワール | 1-2  | ベナン         | 親善試合      |

## ギャラリー

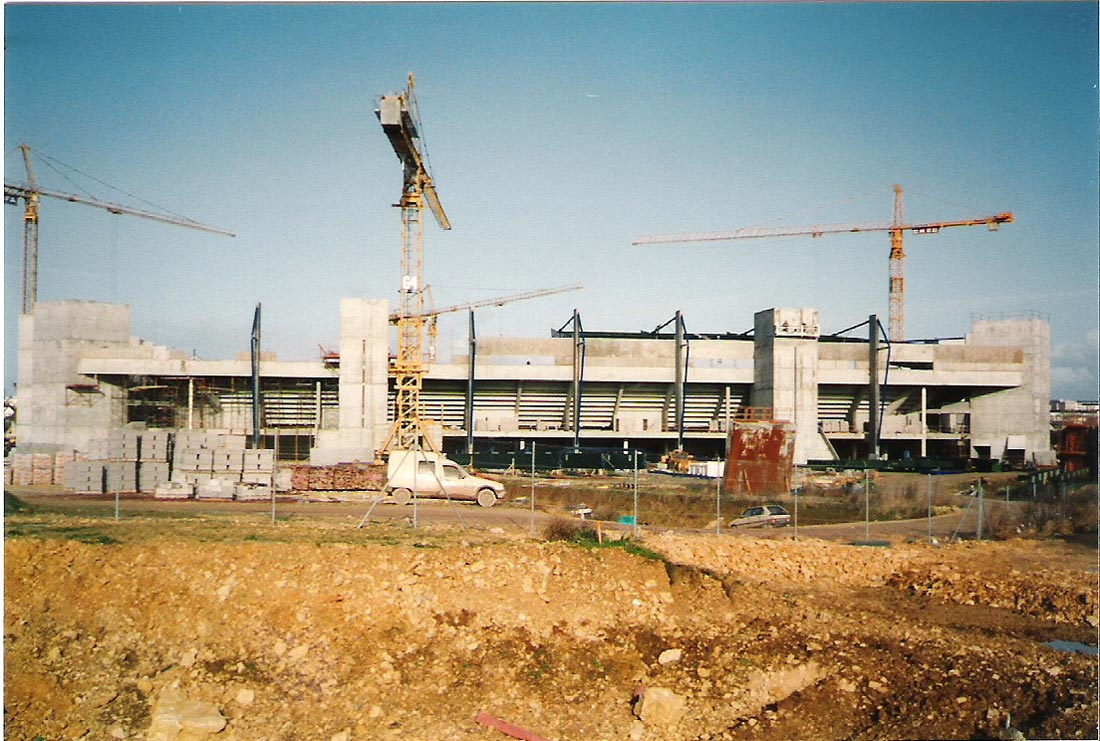
建設中のスタジアム (1992年)
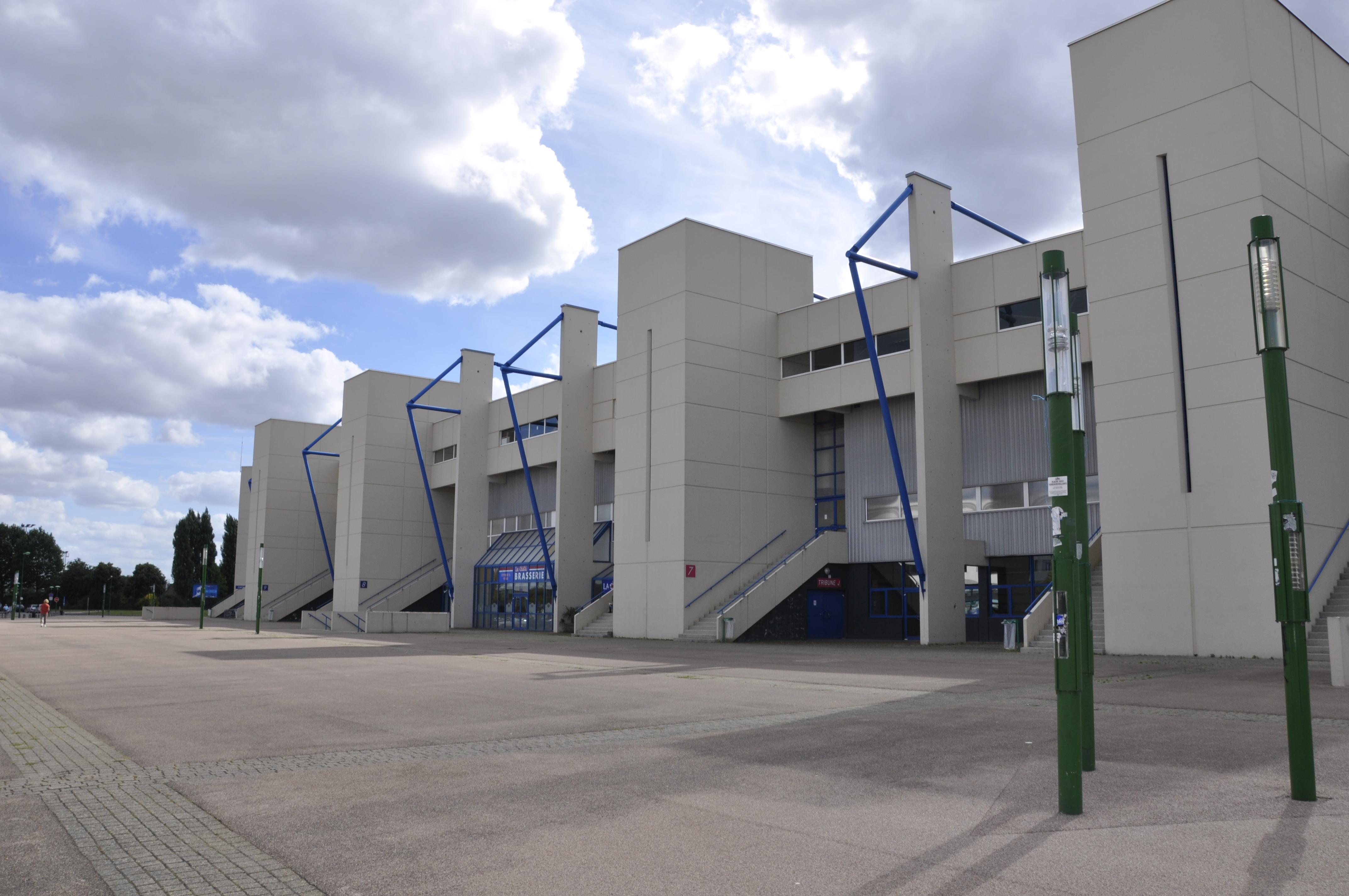
東側の外観 (2012年)
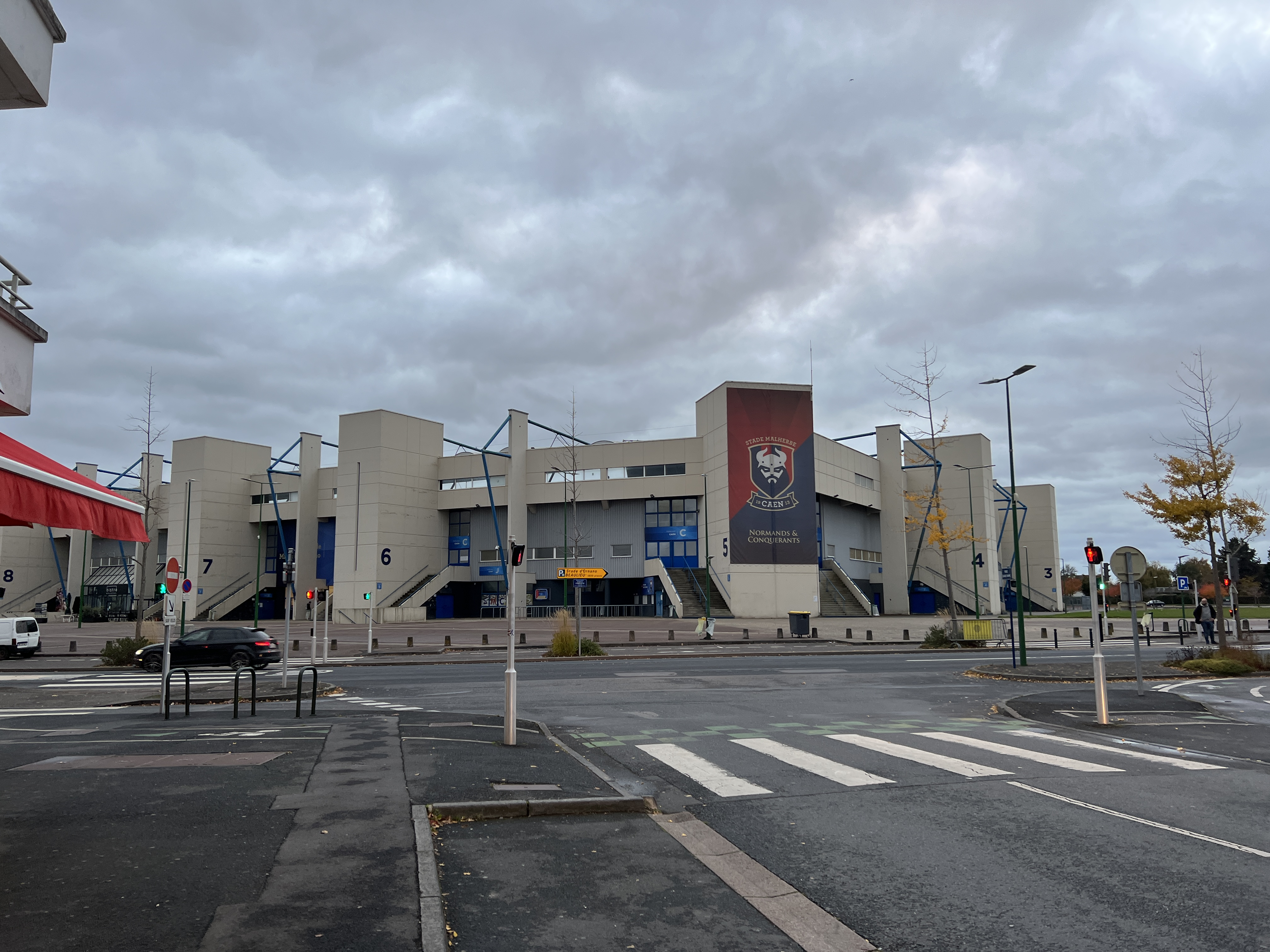
南側の外観 (2021年)
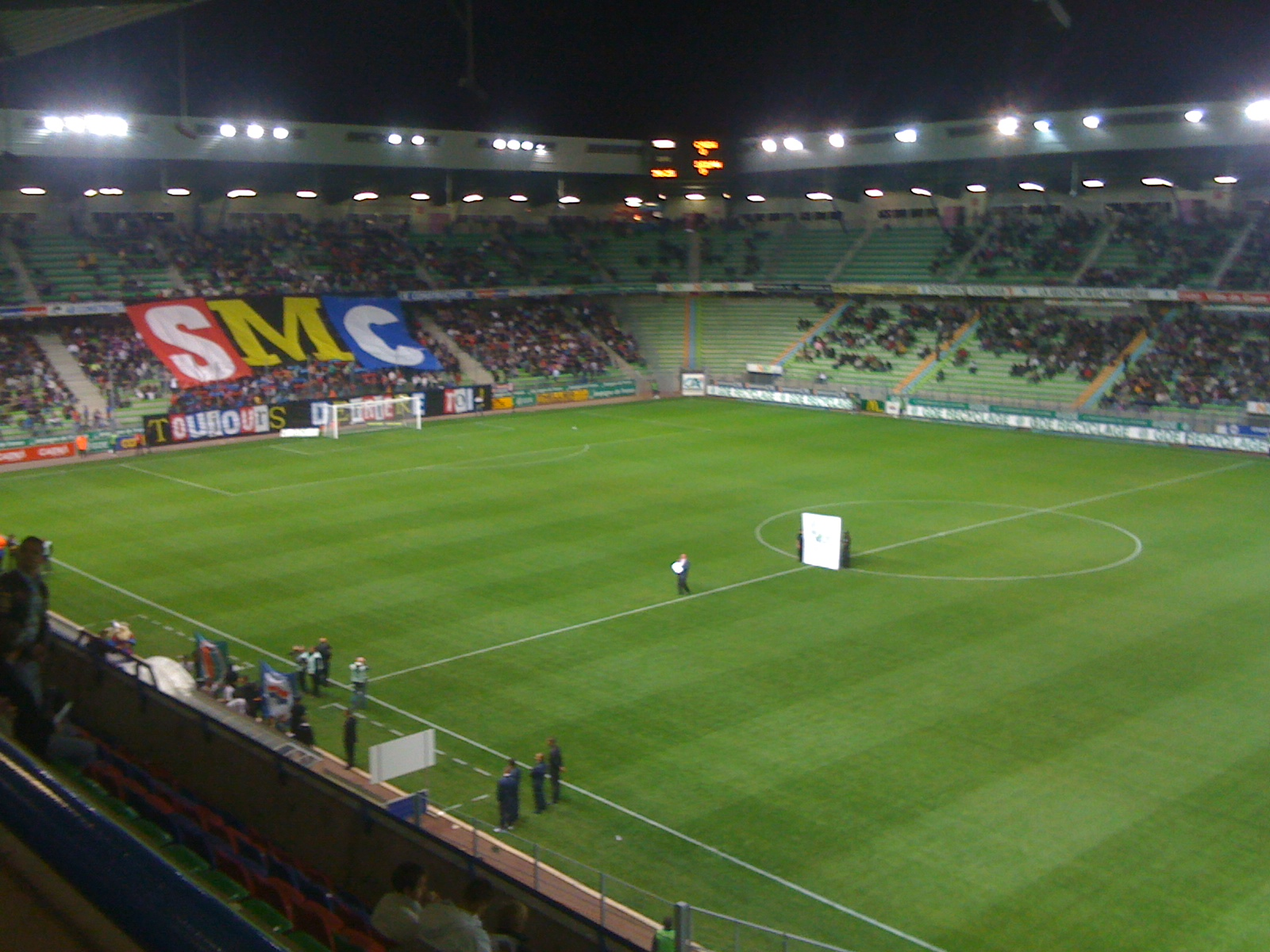
2009年の内観
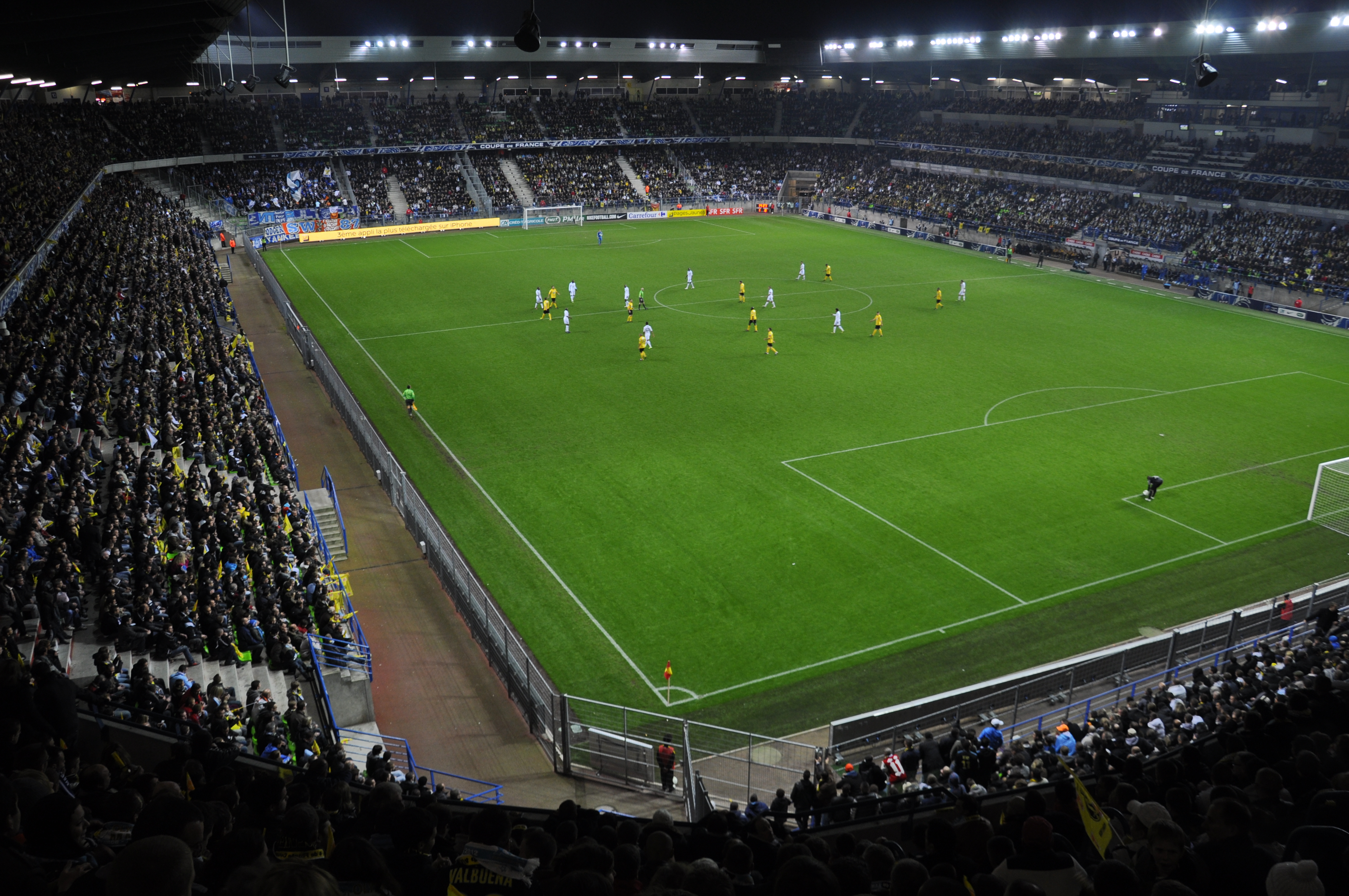
2011年の内観